# ワイル方程式
場の量子論における、ワイル（ヴァイル）方程式（Weyl equation）は質量のないフェルミオンを表す波動方程式である。ヘルマン・ワイルの名を冠している。

## 定義
ワイル方程式は次のとおりである 。
{\displaystyle \sigma ^{\mu }\partial _{\mu }\psi =0}
これは明らかに国際単位系に従う：
{\displaystyle I_{2}{\frac {1}{c}}{\frac {\partial \psi }{\partial t}}+\sigma _{x}{\frac {\partial \psi }{\partial x}}+\sigma _{y}{\frac {\partial \psi }{\partial y}}+\sigma _{z}{\frac {\partial \psi }{\partial z}}=0}
ここで、
{\displaystyle \sigma _{\mu }=(\sigma _{0},\sigma _{1},\sigma _{2},\sigma _{3})=(I_{2},\sigma _{x},\sigma _{y},\sigma _{z})}
は、成分がμ = 0に対し2×2単位行列でμ = 1,2,3に対しパウリ行列である4次元ベクトルであって、ψはワイル表示スピノールの波動関数である。

### ワイルスピノール
要素 ψLと ψRは、相対的にそれぞれに対し右向きと左向きとして扱われるパウリ行列である。二つの要素が持つ形式は
{\displaystyle \psi ={\begin{pmatrix}\psi _{1}\\\psi _{2}\\\end{pmatrix}}=\chi e^{-i(\mathbf {k} \cdot \mathbf {r} -\omega t)}=\chi e^{-i(\mathbf {p} \cdot \mathbf {r} -Et)/\hbar }}であり
この時
{\displaystyle \chi ={\begin{pmatrix}\chi _{1}\\\chi _{2}\\\end{pmatrix}}}
は連続的な2成分スピノールである。
粒子が質量がないので、運動量ｐの大きさは直接波数ベクトルｋに関連付けられる（これはドブロイ関係によって可能となる。)。
{\displaystyle |\mathbf {p} |=\hbar |\mathbf {k} |=\hbar \omega /c\,\rightarrow \,|\mathbf {k} |=\omega /c}
この方程式は右手或いは左手スピノールの観点から次のように書ける。
{\displaystyle {\begin{aligned}&\sigma ^{\mu }\partial _{\mu }\psi _{R}=0\\&{\bar {\sigma }}^{\mu }\partial _{\mu }\psi _{L}=0\end{aligned}}}

### ヘリシティ
カイラル成分は粒子のヘリシティλに一致する（ Jは角運動量で直線的運動量P上にある）。 
{\displaystyle \mathbf {p} \cdot \mathbf {J} \left|\mathbf {p} ,\lambda \right\rangle =\lambda |\mathbf {p} |\left|\mathbf {p} ,\lambda \right\rangle }
ここで{\displaystyle \lambda =\pm 1/2}である。

## 誘導
これは、ミンコフスキー時空間における対称性につながる。